# Иванов, Иван Ульянович
Ива́н Улья́нович Ивано́в (19 апреля [1 мая] 1892, деревня Гарино, Владимирская губерния — 30 октября 1937, Москва) — деятель ВКП(б), председатель Исполкома Азово-Черноморского краевого совета. Входил в состав особой тройки НКВД СССР.

## Биография
Иван Ульянович родился в деревне Гарино Владимирской губернии. Член РСДРП(б) с 1917 г.
После Октябрьского переворота 1917 г. назначен председателем Комитета по борьбе с дезертирством, начальник Владимирского губотдела ГПУ. В 1926—1930 гг. председатель Курской городской рабоче-крестьянской инспекции, ответственный секретарь Острогожского окружного комитета ВКП(б). В 1930—1934 гг. 2-й секретарь Центрально-Чернозёмного обкома ВКП(б). С 25.06.1934 г. по 10.01.1937 г. 1-й секретарь Курского обкома ВКП(б).
26 января—10 февраля 1934 года делегат XVII съезда ВКП(б) с решающим голосом от Центрально-Чернозёмной областной парторганизации.
В апреле-июне 1937 г. 2-й секретарь Азово-Черноморского крайкома ВКП(б). С июня 1937 г. председатель Исполкома Азово-Черноморского краевого совета. Этот период отмечен вхождением в состав особой тройки, созданной по приказу НКВД СССР от 30.07.1937 № 00447 и активным участием в сталинских репрессиях.

## Завершающий этап
Арестован 4 сентября 1937 г. Приговорён к ВМН ВКВС СССР 29 октября 1937 г. Обвинялся в подготовке теракта против руководителей ВКП(б) и советского правительства и участии в контрреволюционной троцкистской организации. Расстрелян 30 октября 1937 г. Место захоронения — Москва, Донское кладбище. Реабилитирован 2 июня 1956 г. ВКВС СССР.